# 28543 Solis-Gozar
28543 Solis-Gozar este un asteroid din centura principală de asteroizi.

## Descriere
28543 Solis-Gozar este un asteroid din centura principală de asteroizi. A fost descoperit pe 3 martie 2000 la Socorro, New Mexico, în cadrul proiectului LINEAR. Asteroidul prezintă o orbită caracterizată de o semiaxă mare de 2,37 ua, o excentricitate de 0,07 și o înclinație de 6,1° în raport cu ecliptica.